# Erinus thiabaudii
Erinus thiabaudii là một loài thực vật có hoa trong họ Mã đề. Loài này được Émile Jahandiez và René Charles Joseph Ernest Maire mô tả khoa học đầu tiên năm 1925.

## Phân bố
Loài này là bản địa vùng núi non nhiều sỏi đá ở Maroc.